# 吉祥院 (台東区元浅草)
吉祥院（きっしょういん）は、東京都台東区にある真言宗智山派の寺院。

## 歴史
1611年（慶長16年）、宥教によって開山された。元々は「野寺町」という場所に位置していたが、1644年（寛永21年）に現在地に移転した。
かつては境内に、塔頭が2院あったが、現存していない。また大塚護持院の末寺（現在の宗派では真言宗豊山派に相当）であったが、現在は真言宗智山派に属している。

## 墓所
- 岸井良衛、岸井明兄弟
- 山本福松

## 交通アクセス
- 銀座線稲荷町駅2番出口より徒歩約4分（経路案内）。
- 大江戸線つくばエクスプレス新御徒町駅A3出口より徒歩約7分（経路案内）。
- 銀座線田原町駅1番出口より徒歩約7分（経路案内）。